# 堀川家
堀川家（ほりかわけ）は、日本の氏族のひとつ。
村上源氏久我家支流。貴族・公家の家柄。清華家の家格を有したが、室町時代に絶家した。

## 概要
『源博陸』と呼ばれ、権勢を振るった源通親の次男である源（堀川）通具が家祖である。
初代の通具は正二位大納言で逝去しているが、孫の基具は清華家の家格としては極官の従一位太政大臣に補任された。
なお、5代の具親は源氏長者（淳和院・奨学院両別当）を務めた。

## 歴代当主
1. 堀川通具（1170年 - 1227年）
2. 堀川具実（1203年 - 1277年）
3. 堀川基具（1232年 - 1297年）
4. 堀川具守（1249年 - 1316年）
5. 堀川具親（1294年 - ?年）

以下不詳
1. 堀川具言（? - 1418年）
2. 堀川具世（? - ?）
3. 堀川具茂（? -1513年）